# Міжнародний інститут післядипломної освіти
 Міжнародний інститут післядипломної освіти — українське товариство з обмеженою відповідальністю, провідний заклад післядипломної освіти, що здійснює підвищення кваліфікації психологів, заснований 2018 року в м. Києві.
Фахівці Інституту беруть участь у розробці стандартів психологічної освіти, клінічних протоколів тощо.

## Напрямки діяльності
Надає послуги за напрямками:
- Підготовка фахівців згідно американських стандартів освіти психологічного консультування та клінічної практики;
- Інтернатура для психологів;
- Супервізія для психологів;

Головна мета: розвиток професійної спільноти сертифікованих фахівців методу EMDR.

## Історія
У 2018 році був утворений Міжнародний інститут післядипломної освіти.
З 2018 року по грудень 2023 року директором МІПО була лікар, магістр державного управління та адміністрування, Сивак Оксана Василівна.
Станом на 2024 рік директором інституту є дитячий психолог, магістр практичного служіння, Катерина Олексіївна Крилова.

## Програми
- Клінічна психологія для дітей та підлітків
- Клінічна психологія та психотерапія травми
- Клінічна психологія та сімейна терапія
- Клінічна супервізія

## Команда
8 докторів в галузі викладання психологічного консультування та супервізії, магістри психології у галузі шлюбного та сімейного консультування, кризові психологи, травмотерапевти, дитячі психологи.